# Andrew Bowser
Andrew Bowser és un actor, escriptor i director estatunidenc conegut pel seu personatge de ficció Onyx the Fortuitous.
Col·laborant amb Joseph M. Petrick, Bowser va codirigir i protagonitzar la comèdia independent The Mother of Invention. Va escriure, dirigir i protagonitzar Jimmy Tupper Vs. The Goatman of Bowie que es va estrenar al Festival de Cinema South by Southwest de 2010.

## Primers anys
De petit va treballar com a actor de teatre, televisió i cinema. Va retratar el paper del nen malaltís, Colin a la gira internacional de The Secret Garden, el paper del jove Henry a Henry Hill i va protagonitzar un episodi de Homicide: Life on the Street al costat d'Elijah Wood.
Mentre assistia a The School of Visual Arts, on es va especialitzar en cinema, va conèixer Joseph M. Petrick i els dos van començar a col·laborar en curtmetratges. L'any 2001, els dos van crear un curtmetratge anomenat Notes From The Rogues Gallery que va ser el precursor de la pel·lícula que van fer el 2006. Bowser i Petrick també van codirigir el vídeo musical d' Eponine per a la banda Ozma el 2002 que va ser seleccionat per Kung-Fu Records a través d'un concurs en línia.

## Carrera
Bowser va deixar The School of Visual Arts després del seu segon any i va començar a treballar professionalment en vídeos musicals. El seu primer va ser el vídeo de Mixtape per a Butch Walker que va contractar a Bowser després que Bowser enviés el seu rodet juntament amb una carta de fan. Això va conduir a fer vídeos musicals, entre d'altres, per a Armor for Sleep, The Honorary Title, SR-71, Speech, Gym Class Heroes, i la seva pròpia banda Zella Mayzell després de llançar l'EP The Murder, Porn and Fatherhood. Zella Mayzell va ser votada per Alternative Press com una de les deu millors bandes sense signar als EUA.
El 2004, Petrick es va unir a Bowser a Maryland, vivint com a companys d'habitació. Entre el 2004 i el 2006, van codirigir el curtmetratge A Winter Observed (escrit per Petrick) que es va estrenar al Festival de Cinema d'Annapolis, i el vídeo musical de New Friend Request per Gym Class Heroes. Bowser també va dirigir vídeos per The Hush Sound, Copeland, i Forgive Durden.
A principis de 2006, Petrick va escriure el guió de la pel·lícula Notes From the Rogues Gallery. Petrick i Bowser van començar a buscar finançament per a la pel·lícula, però després de no poder aconseguir finançament, la parella va decidir fer una versió truncada de la pel·lícula amb 20.000 dòlars que van agafar en préstec principalment amb targetes de crèdit. La versió de 50 minuts de la pel·lícula es va projectar al Landlocked Film Festival a la ciutat natal de Petrick. L'any següent, Zella Mayzelllat es va traslladar a Los Angeles amb Petrick. Bowser va dirigir més vídeos musicals per a The Color Fred, Maylene and the Sons of Disaster, The Audition, The Hush Sound i Amber Pacific.

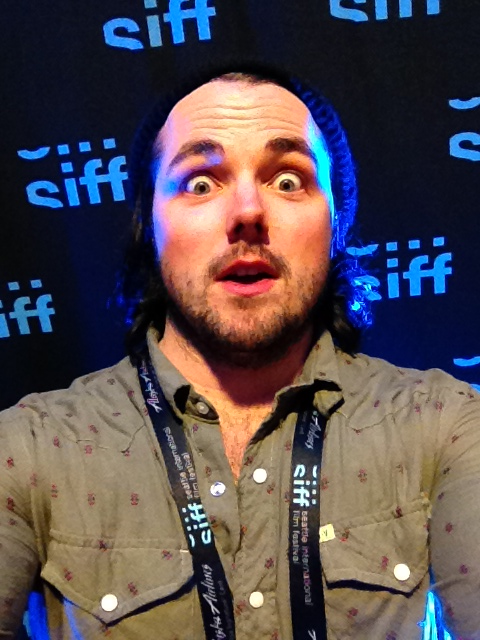
Bowser al Festival Internacional de Cinema de Seattle 2013

El 2008, Petrick va escriure el guió del llargmetratge The Mother of Invention que Bowser va protagonitzar i codirigir amb Petrick. El fals documental va seguir a l'aspirant inventor Vincent Dooly mentre intenta guanyar un cobejat premi per a joves inventors. La pel·lícula va ser protagonitzada per Bowser, Jimmi Simpson, Kevin Corrigan, Mark Boone Junior, Dee Wallace, Craig Anton, Ruby Wendell, F. Jason Whitaker i Chris Hardwick. Compta amb cameos de Dave Allen, Chris Franjola, Keir O'Donnell, Martha Madison i Ron Lynch. La pel·lícula fou projectada al Festival de Cinema de Hollywood i al Festival Sci-Fi-London. Més tard aquell any, Bowser va dirigir els vídeos musicals de The Grey Man i Not So Tough Found Out per a l'àlbum de Copeland You Are My Sunshine, que es va publicar com a característica addicional a la versió de luxe del disc.
El 2009, MTV va contractar Bowser i Petrick per crear un pilot per a un espectacle de comèdia d'esquetx de mitja hora. Van crear The Underground, que protagonitza Bowser com un home que vivia al soterrani de la cadena i que va piratejar el seu canal d'emissió per emetre esquetxos i intersticials que el presentaven a ell i als seus cohorts de titelles. No va ser recollit per la cadena, però contenia esquetxos que es van presentar a CollegeHumor i van guanyar el concurs Let's Go Viral de FunnyOrDie i HBO, que va donar lloc a la creació de l'esquetx exclusiu Cycop per al FunnyOrDie, que es va estrenar el 12 de juliol de 2010 i va comptar amb el protagonista de The Mother of Invention en una pel·lícula mal feta de la seva creació. L'esquetx és protagonitzat per Bowser, Juno Temple, Ryan Cartwright i Zelda Williams i va anunciar l'estrena en DVD de la pel·lícula.
El 2010, Bowser va dirigir el seu primer llargmetratge en solitari Jimmy Tupper Vs. The Goatman of Bowie. La pel·lícula és una pel·lícula de terror d'estil "metratge trobat" que va seguir la trobada percebuda d'un jove amb el críptid titular i la seva consegüent recerca per rastrejar i capturar la bèstia. Basada al voltant de la llegenda urbana de la ciutat natal de Bowser, la pel·lícula es va estrenar al festival de cinema South by Southwest de 2010.
La seva pel·lícula Worm és la primera pel·lícula que es filma únicament amb una càmera GoPro. Worm fou estrenada al SIFF 2013 i va guanyar el premi espeical del jurat al DeadCENTER 2013.
A partir del 2014, Bowser coorganitza el podcast de Nerdist Industries Bizarre States juntament amb l'amfitrió de Nerdist News, Jessica Chobot.
El 2021, Bowser va recaptar 610.467 dòlars per fer el llargmetratge Onyx the Fortuitous and the Talisman of Souls, que es va estrenar al Festival de Cinema de Sundance de 2023.

## Filmografia
| Any  | Títol                                         | Paper(s)                   | Gènere          |
| ---- | --------------------------------------------- | -------------------------- | --------------- |
| 2007 | Notes from the Rogues Gallery                 | Director, Actor            | Comèdia         |
| 2009 | The Mother of Invention                       | Director, Actor            | Comèdia         |
| 2010 | Jimmy Tupper VS The Goatman of Bowie          | Director, guionista, actor | Terror          |
| 2013 | Worm                                          | Director, guionista, actor | Drama           |
| 2023 | Onyx the Fortuitous and the Talisman of Souls | Director, guionista, actor | Comèdia, terror |